# 武帕瓦河
54°40′09″N 17°02′58″E / 54.66917°N 17.04944°E

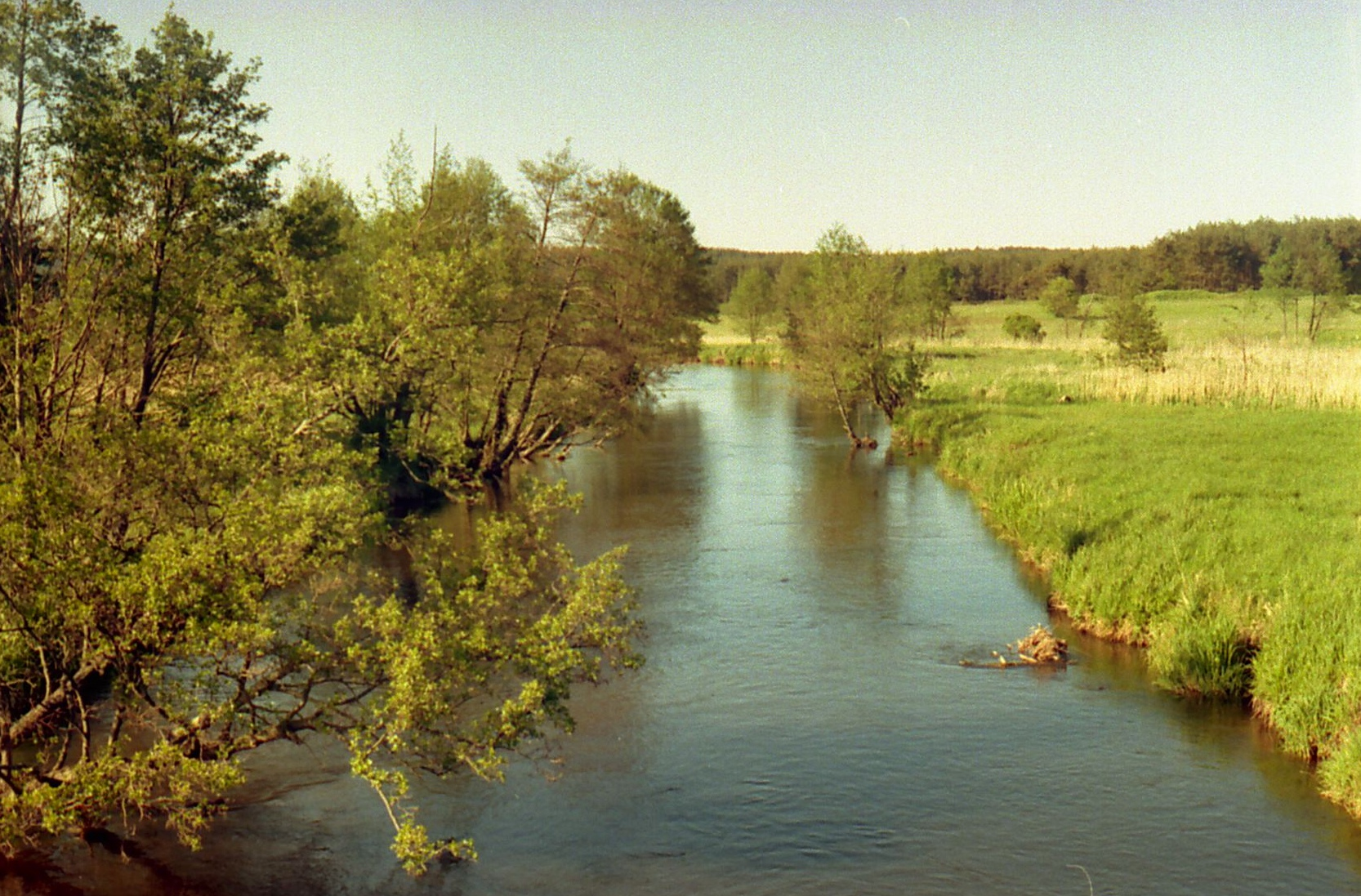

武帕瓦河是波蘭的河流，位於該國北部，處於濱海省，河道全長99公里，流域面積925平方公里，最終注入波羅的海，下游建有六座水力發電站。